# Сауайо-де-Морелос
Сауайо-де-Морелос (исп. Sahuayo de Morelos) — город в Мексике, штат Мичоакан, входит в состав муниципалитета Сауайо и является его административным центром. Численность населения, по данным переписи 2020 года, составила 70 042 человека.

## История
Город основан в 1530 году. Из этого города происходил, и здесь же был убит в 1928 году Блаженный Хосе Санчес дель Рио.